# Барсуков, Владимир Сергеевич
Влади́мир Серге́евич Барсуко́в (при рождении Кума́рин; род. 15 февраля 1956, Александровка, Балашовская область) — российский криминальный авторитет, лидер так называемой Тамбовской организованной преступной группировки из Санкт-Петербурга.

## Биография
Владимир Барсуков родился 15 февраля 1956 года в селе Александровка Мучкапского района Тамбовской (тогда Балашовской) области. Мама работала дояркой в колхозе, отец был комбайнером и механизатором.
В старших классах школы Кумарин учился в городе Уварово. Отслужив в армии, в 1976 году поступил в Ленинградский институт точной механики и оптики по специальности «Оптико-физические приборы» (сообщение в книге «Легенды и мифы бандитского Петербурга» о том, что он учился в Технологическом институте холодильной промышленности по другим данным, включающим запись А. Константиновым автобиографического рассказа самого В. Кумарина, не соответствуют действительности).

## Начало криминальной деятельности
В конце 1988 года «тамбовские» и участники соперничавшей с ними так называемой Малышевской ОПГ устроили одну из первых попавших в поле зрения общественности криминальных разборок у железнодорожной станции Девяткино. Противоборствующими сторонами было применено огнестрельное оружие. После этого к уголовной ответственности были привлечены 72 участника Тамбовской ОПГ, Владимир Кумарин был объявлен в розыск и арестован в 1990 году. Прокурору, поддерживавшему обвинение, накануне очередного судебного заседания нанесли тяжёлую травму головы, и, возможно, в связи c этим деянием, суд вынес мягкие приговоры арестованным «тамбовцам».
Известность группировке принесли репортажи Александра Невзорова. Впоследствии сам Кумарин так расскажет об этом:
…Невзоров начал выпускать репортаж за репортажем об ужасных «тамбовцах» — для нас это как реклама была. Так все к нам и полезли сами. Хотя было и такое, что людей искусственно заманивали, не буду отрицать
Освободился в 1993 году. 1 мая 1994 года на него было совершено покушение: он выжил, но была ампутирована правая рука. Впоследствии проходил курс лечения в Швейцарии и Германии.

## Конец 1990-х — 2000-е
В 1996 году вернулся в Санкт-Петербург, взял себе девичью фамилию матери (Барсукова). Вошёл в число соучредителей нефтеперерабатывающего завода ОАО «Киришинефтеоргсинтез», в 1998—2000 годах занимал пост вице-президента Петербургской топливной компании, имевшей крепкие связи с мэрией Санкт-Петербурга. По утверждению председателя совета директоров ПТК Юрия Антонова, в 2002 году Барсуков покинул компанию.
В 2001 году в западной прессе вышли публикации, основанные на неподтверждённых слухах, говорившие якобы о связях «группировки Кумарина» в 1990-е годы с председателем Комитета мэрии Санкт-Петербурга по внешним связям В. В. Путиным, который с 1997 по 2000 года на общественных началах являлся консультантом, членом консультационного совета российско-немецкой компании по недвижимости SPAG (St. Peterburg Immobilien und Beteiligungs AG; совладельцем предприятия, по данным издания Le Monde, была мэрия города): указывалось, что возглавляемая Барсуковым-Кумариным группировка «установила контроль над гессенской компанией SPAG и использовала её для отмывания денег». Директор SPAG Рудольф Риттер обвинялся в отмывании денег колумбийских картелей Кали и Очоа путём инвестиций в недвижимость и нефтяные активы Санкт-Петербурга. Секретное досье BND на Риттера и SPAG было выкуплено администрацией Кучмы в 2000-м году и было использовано для получения выгод от российских властей.
В 2007 году произошёл рейдерский захват целого ряда петербургских магазинов. Кумарин участвовал в его организации и 22 августа был арестован по обвинению в мошенничестве и ряду других сопутствующих преступлений. До ареста работал помощником депутата Госдумы Александра Невзорова. 12 ноября 2009 года суд приговорил Владимира Барсукова (Кумарина) к 14 годам лишения свободы, другие проходившие по делу лица получили от 5 до 15 лет. В дальнейшем в обмен на показания против Кумарина сроки заключения его сообщников были снижены.
6 марта 2012 года Куйбышевским судом Санкт-Петербурга признан виновным в вымогательстве у владельцев торгового комплекса «Елизаровский» и приговорён к 15 годам заключения с учётом неотбытого срока по первому делу.
Весной 2013 года начался процесс по делу о покушении на совладельца ЗАО «Петербургский нефтяной терминал» Сергея Васильева. Первоначально планировалось, что судебные заседания пройдут в Петербурге, однако под давлением стороны обвинения слушания были перенесены в Москву. 11 апреля 2014 года адвокаты Барсукова представили суду распечатки телефонных переговоров, из которых следовало, что обвинительные показания на Барсукова были оплачены Васильевым. 21 мая 2014 года Барсуков выступил с последним словом «Спецправосудие. Суд особой важности», которое более 70 раз прерывалось судьёй, но полный текст был опубликован в интернете. В последнем слове, в частности, Барсуков сообщает о беспрецедентном уровне его изоляции в нарушение норм содержания под стражей, намекая на его опасность как свидетеля для властной верхушки.
6 июня 2014 года на основании оправдательного вердикта присяжных Кумарин и двое других обвиняемых были признаны невиновными. 26 ноября 2014 года Верховный суд РФ по представлению Генпрокуратуры РФ отменил приговор Санкт-Петербургского городского суда, оправдавшего группу Кумарина и вернул дело в тот же суд для нового рассмотрения со стадии отбора коллегии присяжных заседателей. При этом государственное обвинение возложило ответственность за решение присяжных на средства массовой информации: «Считаю, что опубликование последнего слова Барсукова В. С. в средствах массовой информации с призывами к присяжным заседателям не уподобляться „коррумпированному и продажному“ профессиональному суду за несколько дней до вынесения вердикта является прямым и грубым воздействием на присяжных заседателей, повлекшим вынесение оправдательного приговора» (Старший прокурор отдела государственных обвинителей уголовно-судебного управления прокуратуры Санкт-Петербурга Надежда Мариинская).
Вскоре после оправдания Барсукова судом присяжных против него начали формулировать новое обвинение. Обвиняемый в убийстве Галины Старовойтовой Михаил Глущенко заключил со следствием ФСБ досудебное соглашение о признании вины и назвал Владимира Барсукова заказчиком убийства.
18 августа 2016 года приговором Санкт-Петербургского городского суда Барсуков был признан виновным в покушении на С. Васильева и приговорён к 23 годам лишения свободы, который Верховный суд РФ оставил в силе.
1 марта 2018 года Куйбышевским судом Санкт-Петербурга в отношении Барсукова и других начался новый судебный процесс о создании преступного сообщества.
20 марта 2019 года Барсуков был приговорен Куйбышевским судом Санкт-Петербурга к 24 годам тюремного заключения за создание «тамбовского» преступного сообщества, однако 26 июня 2019 года Санкт-Петербургский городской суд уменьшил на полгода срок наказания.
4 апреля 2019 года следственная служба ФСБ по г. Санкт-Петербург предъявила Барсукову обвинение по делу об убийстве депутата Госдумы Галины Старовойтовой. Предполагается, что он выступил заказчиком преступления.
В октябре 2021 года Барсукову предъявили обвинение в убийстве в 2000 году своих водителя и друга Яна Гуревского и Георгия Позднякова.

## Семья
Женат на Марине Хаберлах-Кумариной, акционере аэропорта «Ржевка». Дочь Мария является светской дамой, окончила юридический факультет в Санкт-Петербургском государственном университете и получила разрешение представлять интересы отца в суде, юридически была владельцем ООО «Кортеж», которое являлось акционером (75%) аэропорта «Ржевка».